# Antona repleta
Antona repleta là một loài bướm đêm thuộc phân họ Arctiinae, họ Erebidae.